# Canéjan
Canéjan är en kommun i departementet Gironde i regionen Nouvelle-Aquitaine i sydvästra Frankrike. Kommunen ligger i kantonen Gradignan som tillhör arrondissementet Bordeaux. År 2022 hade Canéjan 5 836 invånare.

## Befolkningsutveckling
Antalet invånare i kommunen Canéjan
Referens:INSEE